# Canal de distribución

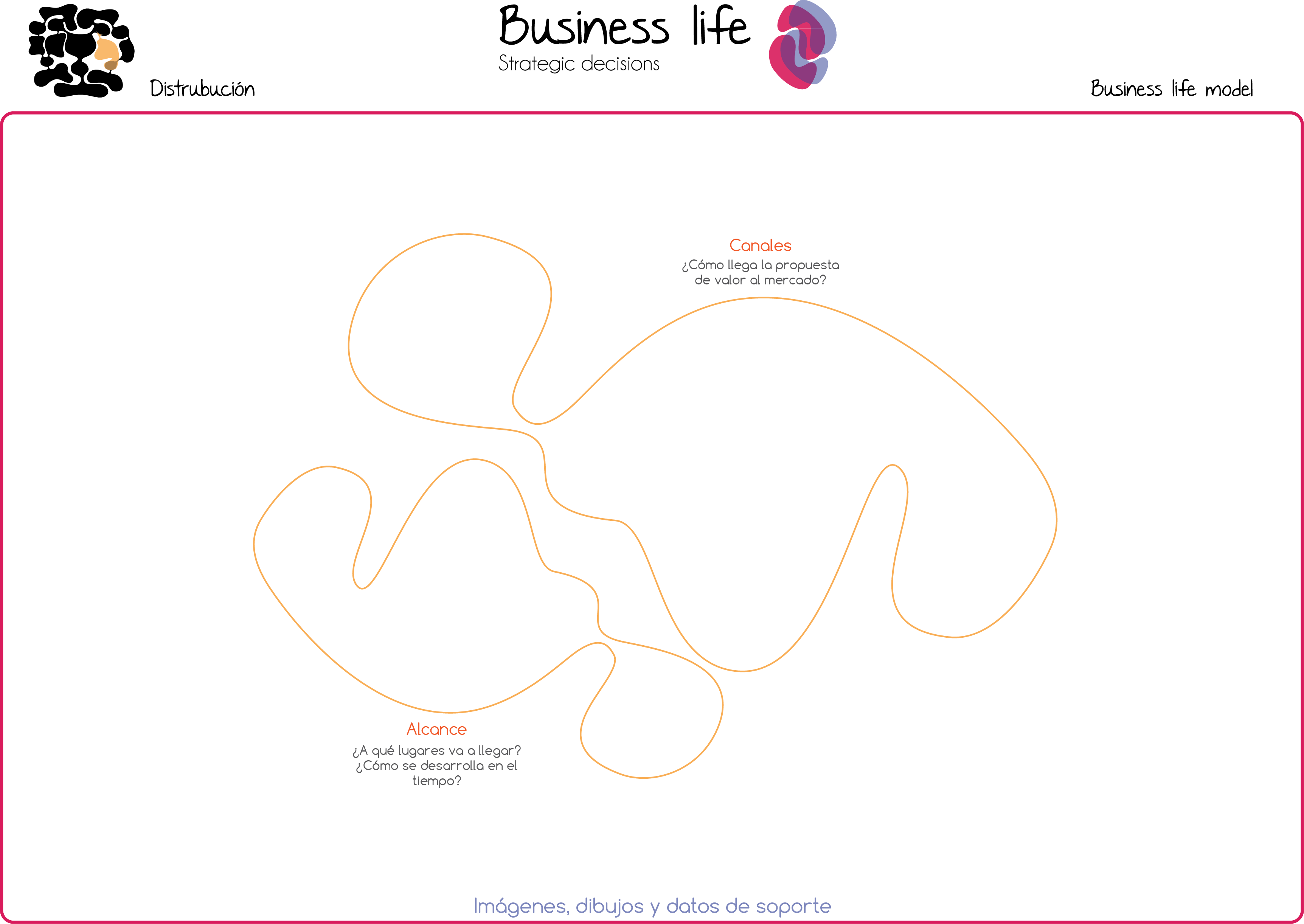
Herramienta de distribución.

Un canal de distribución es el conjunto de organizaciones y personas que facilitan el proceso de comercialización de un producto o servicio, desde su origen en el fabricante hasta su llegada al consumidor o usuario final. Es el mecanismo a través del cual la distribución, como función económica, se materializa y se adapta a las necesidades específicas de cada sector.

## Funciones de los canales de distribución
Los canales de distribución cumplen diversas funciones que agregan valor al producto o servicio:
Investigación: Recopilan información relevante para la planificación y ejecución de la distribución.
Promoción: Desarrollan y difunden mensajes persuasivos para dar a conocer el producto.
Contacto: Identifican y estableben comunicación con compradores potenciales.
Adaptación: Ajustan el producto a las necesidades del consumidor (fabricación, clasificación, montaje, empaque).
Negociación: Acuerdan precios y condiciones para la transferencia de propiedad o posesión.
Distribución física: Optimizar objetos de servicio y coste ambos en la empresa.
Financiamiento: Obtienen y utilizan fondos para cubrir los costos de las actividades del canal.
Asunción de riesgos: Asumen los riesgos inherentes a las funciones del canal.
Servicios: Algunos canales ofrecen servicios adicionales como instalaciones, reparaciones y/o capacitaciones a usuarios.
En esencia, un canal de distribución está conformado por empresas o individuos (intermediarios) que facilitan el flujo del producto desde el fabricante hasta el comprador o usuario final.

## Tipos de intermediarios
Existen tres tipos principales de intermediarios:
Mayoristas: Venden a minoristas, otros mayoristas o fabricantes, pero no al consumidor final. En el contexto anglosajón, se les conoce como canal "tier 2" (nivel 2), ya que el producto pasa por dos intermediarios (mayorista y minorista) antes de llegar al consumidor.
Minoristas (o detallistas): Venden directamente al consumidor final. Son el último eslabón del canal y tienen un impacto significativo en las estrategias de mercadotecnia y merchandising de fabricantes y mayoristas. Pueden operar de forma independiente o en centros comerciales, mercados, etc.
Agentes: Facilitan las transacciones entre compradores y vendedores a cambio de una comisión. También pueden ofrecer asesoramiento.

## Niveles de los canales de distribución
Los canales de distribución se clasifican en dos niveles principales:
Canal directo (circuitos cortos de comercialización): El fabricante vende directamente al consumidor, sin intermediarios. Es común en servicios (ej., peluquería, bancos) y en ventas industriales con pocos compradores. También se da en productos de consumo como Avon, venta por catálogo (Círculo de Lectores) y venta a domicilio (Tupperware). La venta a través de máquinas expendedoras (vending) también es un canal directo.
Fabricante → Consumidor
Canal indirecto: Involucra intermediarios entre el fabricante y el consumidor final. El número de intermediarios determina la "longitud" del canal.
Canal corto: Un único intermediario (minorista) entre fabricante y consumidor. Es frecuente en productos como automóviles, electrodomésticos o ropa de diseño, donde el minorista puede tener exclusividad de venta o compromisos de compra mínima. También se da en compras a través de hipermercados.
Fabricante → Minorista → Consumidor
Canal largo: Múltiples intermediarios (mayoristas, distribuidores, almacenistas, revendedores, minoristas, agentes). Es habitual en productos de consumo de compra frecuente, vendidos en supermercados, tiendas tradicionales, mercados, etc.
Fabricante → Mayorista → Minorista → Consumidor
Fabricante → Mayorista → Distribuidor → Minorista → Consumidor
Fabricante → Agente → Mayorista → Minorista → Consumidor
Es importante señalar que la longitud del canal no siempre se correlaciona directamente con el precio final. Un producto comprado directamente al productor (ej., vino en una bodega) puede ser más caro que en un establecimiento comercial.

## Tipos de canales según la relación entre empresas
Canales de conexión horizontal: Empresas que realizan la misma función en la cadena de distribución (ej., un centro comercial con múltiples minoristas).
Canales de conexión vertical: Empresas que realizan diferentes funciones dentro de la distribución.